# Paul Freeman
Paul Freeman (født 18. januar 1943 i Hertfordshire i England) er en engelsk skuespiller. Han uden tvivl bedst kendt for sin rolle som hovedfjenden Dr. René Belloq i Jagten på den forsvundne skat fra (1981).